# Crichel House

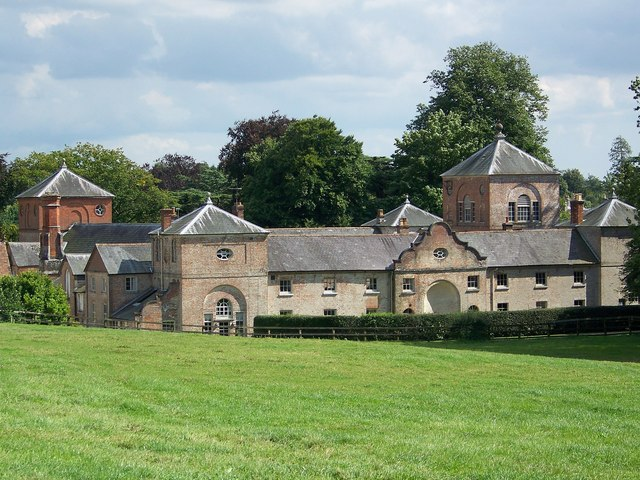
Ferme de Crichel House

Crichel House est une maison de campagne néo - classique près du village de Moor Crichel dans le Dorset, en Angleterre, classée Grade I. La maison a une entrée conçue par Thomas Hopper et des intérieurs par James Wyatt. Elle est entourée de 400 acres ( Unité « hectare » inconnue du modèle {{Conversion}}.) de parc, qui comprend un lac en forme de croissant couvrant 50 acres. Le parc est classé Grade II dans le registre national des parcs et jardins historiques.

## Histoire
La maison Tudor d'origine, propriété de la famille Napier, est en grande partie détruite dans un incendie accidentel en 1742 et est reconstruite par John Bastard de Blandford et Francis Cartwright pour Sir William Napier. Humphrey Sturt, de Horton, dans le Dorset, acquiert le domaine en 1765 lors de son mariage avec Diana, la tante et héritière de Sir Gerard Napier, le 6e et dernier baronnet et remodèle largement la maison. La famille Bastard collabore à l'agrandissement de la coquille de Crichel en 1771-73, les nouveaux intérieurs sont conçus par James Wyatt (1772–80), avec un décor peint par Biagio Rebecca, des cheminées de John Devall et des meubles de John Linnell (1778–79) et Ince et Mayhew (1768–78) .
D'autres constructions au XIXe siècle comprennent une entrée conçue par Thomas Hopper en 1831 et des modifications par William Burn. Une aile du côté nord de la maison est démolie au XXe siècle, lorsque de nombreuses maisons de campagne sont réduites.
De 1946 à 1961, Crichel House accueille la Cranborne Chase School, un internat indépendant pour filles, qui déménage à New Wardour Castle, près de Tisbury dans le Wiltshire.
La maison et le domaine appartiennent en partie à la famille Marten, descendante directe de la lignée féminine du 3e et dernier baron Allington. Les autres propriétaires fonciers sont Richard Chilton et la famille Phillimore.

## Déménagement de Moor Crichel
Le remodelage par Humphrey Sturt implique le déplacement du village de Moor Crichel à un mile au sud et de nombreux villageois sont déplacés à Witchampton. C'est pour que le parc puisse être aménagé et le site d'origine de Moor Crichel est maintenant submergé sous le lac. Humphrey Sturt s'est arrêté avant de déplacer l'église St Mary, qui demeure aujourd'hui.